# Staatliche Kunstsammlungen Dresden
Die Staatlichen Kunstsammlungen Dresden (SKD) sind ein Verbund aus insgesamt 15 staatlichen Museen, von denen mehrere weltberühmt sind. Sie sind im Besitz des Freistaates Sachsen und dem Sächsischen Ministerium für Wissenschaft und Kunst unterstellt. Die Sammlungstradition geht zurück auf die im Jahr 1560 gegründete Kunstkammer der sächsischen Kurfürsten. Neben dem Residenzschloss mit fünf sowie dem Zwinger mit drei Museen sind das Albertinum, das Schloss Pillnitz, das Japanische Palais und der Jägerhof Ausstellungsorte, allesamt in Dresden. 
Die Standorte der ebenfalls zu den Staatlichen Kunstsammlungen gehörenden Staatlichen Ethnographischen Sammlungen Sachsen befinden sich in Dresden, Leipzig und Herrnhut.

## Geschichte

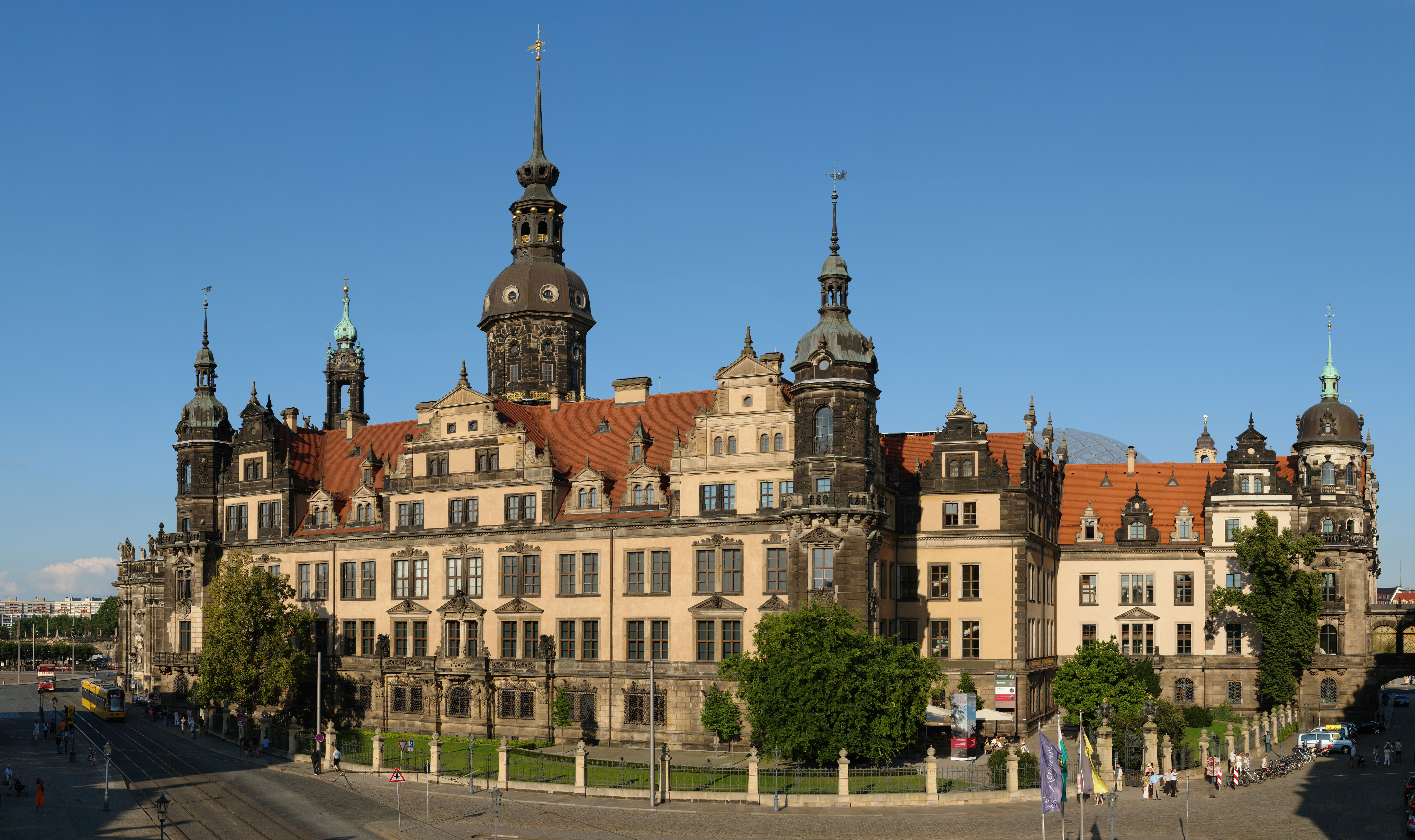
Residenzschloss Dresden, Sitz der SKD

Als ältester Vorläufer der heutigen Sammlung gilt die im Jahre 1560 durch die sächsischen Kurfürsten gegründete Kunstkammer, die auch Stücke der heutigen Staatlichen Naturhistorischen Sammlungen enthielt. Eine wesentliche künstlerische Weiterentwicklung erfolgte zur Zeit Augusts des Starken und seines Nachfolgers August III. Auch im 20. Jahrhundert gab es bedeutende Veränderungen im Bestand, besonders während der Zeit des Nationalsozialismus und durch Beschlagnahmungen nach 1945. In den Jahren 1955 bis 1958 kehrten große Teile der Sammlung nach Dresden zurück. Mit dem Statut von 1957 erhielten die Staatlichen Kunstsammlungen Dresden ihre Bezeichnung und waren als juristische Person dem Rat der Stadt Dresden unterstellt.
Die Vorgängerorganisationen der SKD waren die Staatlichen Sammlungen für Kunst und Wissenschaft zu Dresden (1918–1945) bzw. die Königlichen Sammlungen für Kunst und Wissenschaft zu Dresden (1806–1918). Der Museumsverbund in seiner heutigen Form wurde 1946 gegründet und ist seit 2009 ein Staatsbetrieb. Er strukturiert sich in fünfzehn selbständig geleitete Museen, die Generaldirektion, die Verwaltung, zentrale Servicebereiche und weitere Institutionen und Einrichtungen.
Im Jahr 2023 besuchten etwa 2,1 Millionen Gäste die Kunstsammlungen, die meisten davon das Grüne Gewölbe und die Gemäldegalerie Alter Meister.
2012 wurde das Gesamtbudget von 40 Millionen Euro zu einem Drittel durch Eintrittsgelder getragen. Die Hälfte der Kosten bezahlte das Land Sachsen.
In je einem ihrer Museen ist seit 2018 der Eintritt jeden Sonntag von 15:00 bis 18:00 Uhr frei.

## Museen

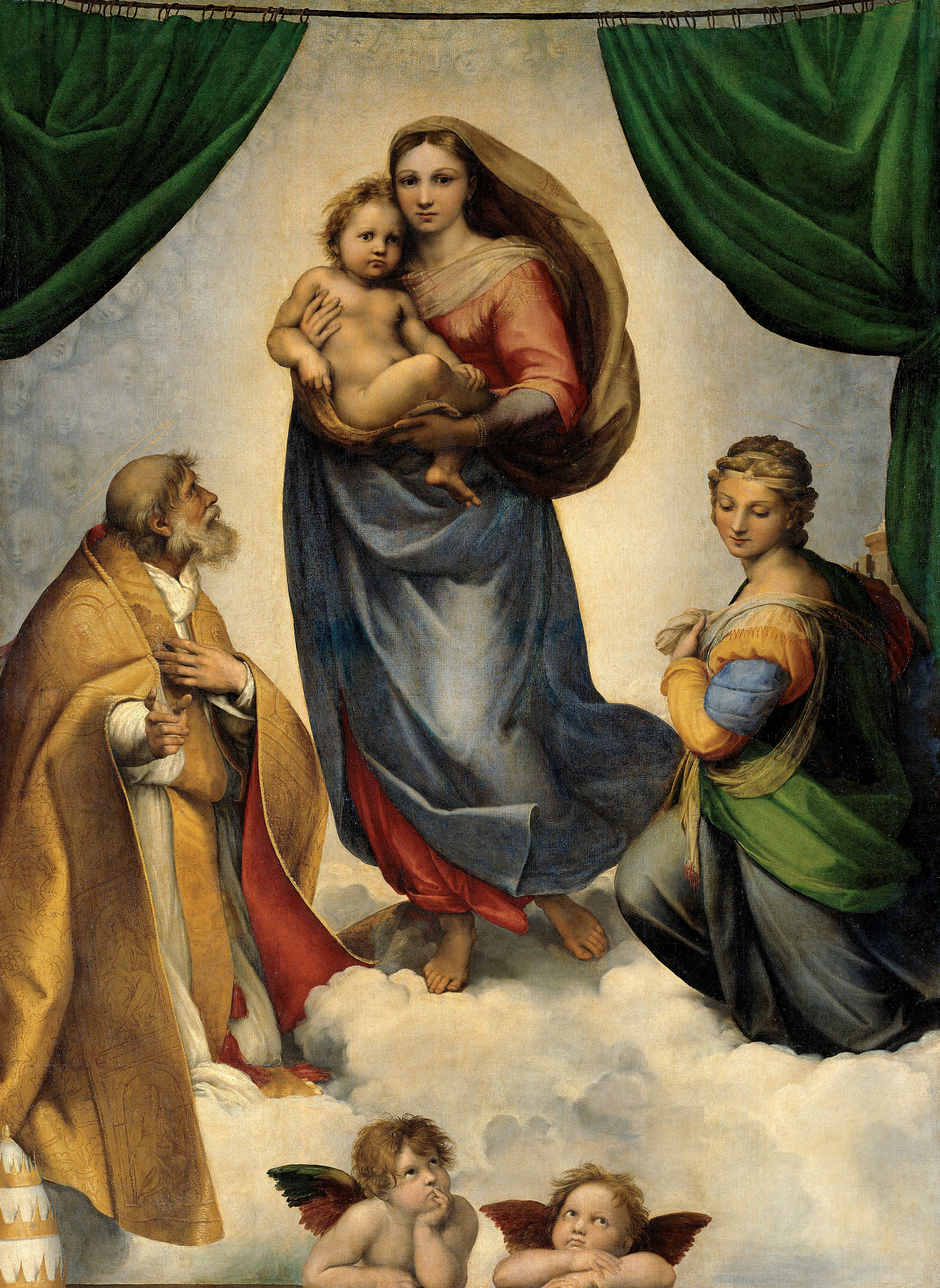
Sixtinische Madonna, Gemäldegalerie Alte Meister

Die Staatlichen Kunstsammlungen sind in fünfzehn Museen nach Sammelgebieten unterteilt. Einzelne Sammlungen sind auch in getrennt zugänglichen Räumen ausgestellt, so im Grünen Gewölbe und in der Rüstkammer.

### Galerien, Kunstmuseen und Sammlungen
- Gemäldegalerie Alte Meister (Bilder des 15. bis 18. Jahrhunderts)
- Galerie Neue Meister (Bilder des 19. und 20. Jahrhunderts)
- Königliche Paraderäume im Residenzschloss
- Kupferstich-Kabinett Dresden mit Josef-Hegenbarth-Archiv
- Grünes Gewölbe (Juwelen, Schmuck) mit dem Historischen Grünen Gewölbe und dem Neuen Grünen Gewölbe
- Mathematisch-Physikalischer Salon (historische Uhren sowie physikalische und mathematische Instrumente)
- Rüstkammer (historische Waffen und Rüstungen) mit Türckischer Cammer
- Porzellansammlung (Feinkeramik, speziell Meißener Porzellan)
- Münzkabinett (Orden, Medaillen)
- Skulpturensammlung (Skulpturen)
- Kunstgewerbemuseum (Kunsthandwerk)
- im Georgenbau: die Dauerausstellung Weltsicht und Wissen um 1600 (Kunstwerke der Spätrenaissance und Sammlungsstücke aus der Dresdner Kunstkammer), der Silberwaffensaal[6] und der Kleine Ballsaal
- Archiv der Avantgarden

### Volks- und völkerkundliche Museen / Ethnologische Museen
- Staatliche Ethnographische Sammlungen Sachsen (mit dem Museum für Völkerkunde Dresden, dem GRASSI Museum für Völkerkunde zu Leipzig und dem Völkerkundemuseum Herrnhut)
- Museum für Sächsische Volkskunst (regionale Kunst) mit Puppentheatersammlung (Marionetten und Puppentheater)

Außerdem sind die Kunstbibliothek im Residenzschloss, der Kunstfonds und das Gerhard-Richter-Archiv im Albertinum Teil des Verbundes. Die Sächsische Landesstelle für Museumswesen mit Sitz in Chemnitz ist den Staatlichen Kunstsammlungen Dresden angeschlossen.

## Gebäude
Die fünfzehn Museen der Staatlichen Kunstsammlungen verteilen sich auf neun Gebäude, die mit Ausnahme des Schlosses Pillnitz alle im historischen Zentrum von Dresden liegen. Zwei weitere Standorte der Staatlichen Ethnographischen Sammlungen Sachsen befinden sich in Leipzig und Herrnhut.
Im Residenzschloss befinden sich das Historische und das Neue Grüne Gewölbe, das Münzkabinett, das Kupferstich-Kabinett und die Rüstkammer mit der „Türckischen Cammer“.
Im Zwinger sind die Porzellansammlung und der Mathematisch-Physikalische Salon untergebracht.
In der Sempergalerie befinden sich die Gemäldegalerie Alte Meister und die Skulpturensammlung bis 1800.
Das Albertinum beherbergt die Gemäldegalerie Neue Meister und die Skulpturensammlung ab 1800.
Im Schloss Pillnitz befindet sich das Kunstgewerbemuseum, im Japanischen Palais das Museum für Völkerkunde Dresden und im Jägerhof das Museum für Sächsische Volkskunst mit der Puppentheatersammlung.
Die Kunsthalle im Lipsius-Bau zeigt wechselnde Kunstausstellungen zeitgenössischer Maler.
Das Blockhaus wird ab dem 5. Mai 2024 das Archiv der Avantgarden beherbergen.
Im Kraftwerk Mitte soll ab dem 7. September 2024 die Puppentheatersammlung untergebracht werden.

## Leitung
Generaldirektor:
- 1955–1968 Max Seydewitz
- 1968–1989 Manfred Bachmann
- 1990–1997: Werner Schmidt

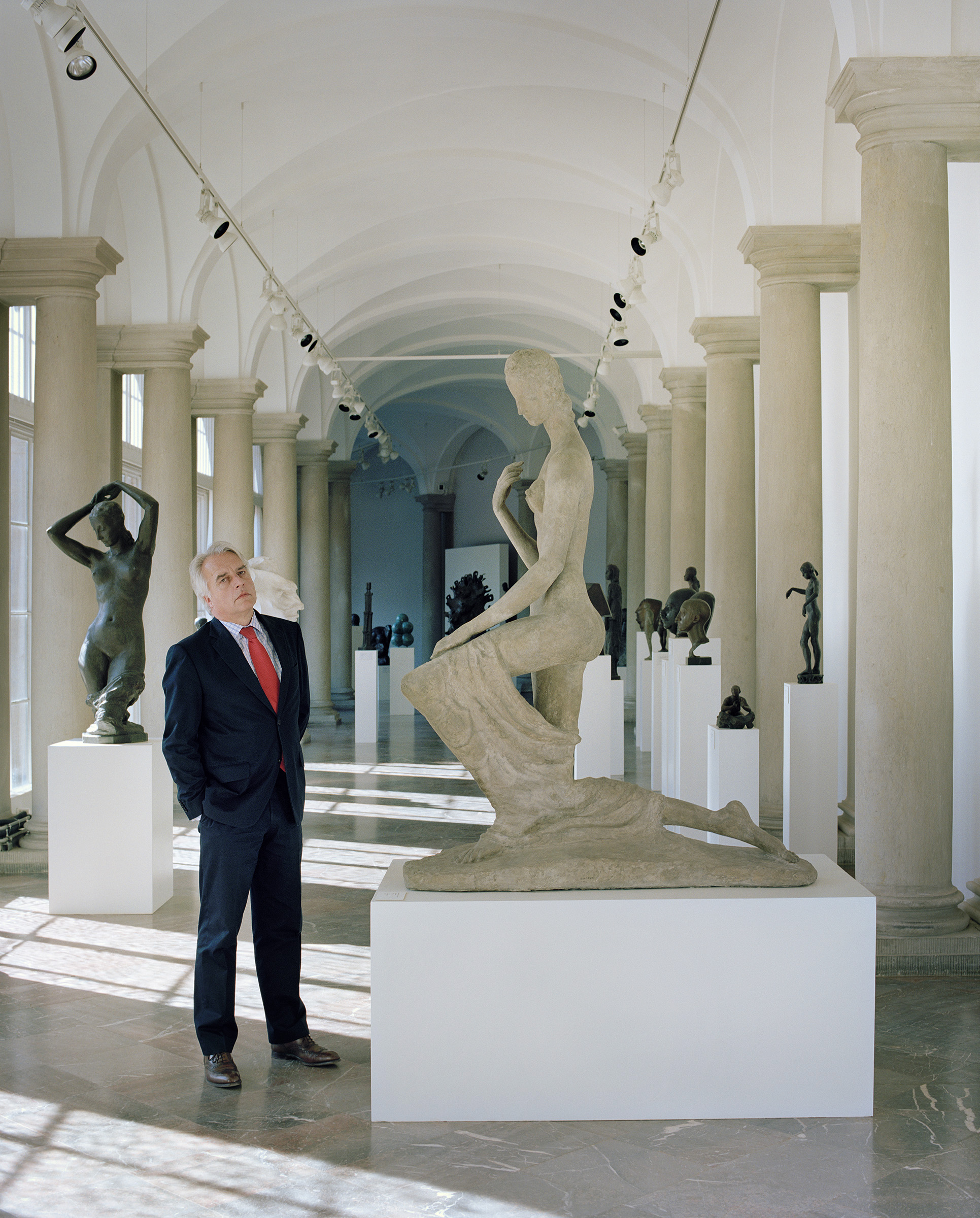
Ehemaliger Generaldirektor Martin Roth fotografiert von Oliver Mark vor Wilhelm Lehmbruck’s 1911 entstandener Figur Die Kniende (2008)

- 1998–2001: Sybille Ebert-Schifferer
- 2001–2011: Martin Roth
- 2012–März 2016: Hartwig Fischer
- 1. November 2016 bis 2025: Marion Ackermann[9][10]
- seit 1. Mai 2025: Bernd Ebert[11]

## Sonstiges
Rund 90 Werke der Staatlichen Kunstsammlungen gehören zu den Exponaten von Dresdner Museen, die auf Briefmarken der Deutschen Post der DDR abgebildet sind.
Die Staatlichen Kunstsammlungen Dresden wurden in das im Jahre 2001 erschienene Blaubuch aufgenommen, eine Liste national bedeutsamer Kultureinrichtungen in Ostdeutschland. Es umfasst zurzeit 20 sogenannte kulturelle Leuchttürme. In der nach der Bedeutung sortierten Liste stehen die Kunstsammlungen an zweiter Stelle nach der Stiftung Preußische Schlösser und Gärten Berlin-Brandenburg.
Seit 2006 wird die Software Daphne zur Verwaltung der Sammlungen genutzt.
Zur 450-Jahr-Feier der Gründung der Sammlungen durch den Kurfürsten August fand im Residenzschloss Dresden im Jahre 2010 eine Ausstellung mit dem Titel 450 Jahre Zukunft statt.
Der Wissenschaftsrat hat im Rahmen von Sitzungen in Berlin vom 22. bis 24. Januar 2014 die Staatlichen Kunstsammlungen Dresden evaluiert, dazu wurde eine  wissenschaftspolitische Stellungnahme veröffentlicht.

## Filme
- Staatliche Kunstsammlungen Dresden (= Museums-Check. Folge 5). Reportage, 30 Min., Moderation: Markus Brock, Produktion: 3sat. Erstausstrahlung: 7. November 2010.[14]